# NGC 4139
NGC 4139 = IC 2989 ist eine linsenförmige Galaxie vom Hubble-Typ S0 im Sternbild Jungfrau. Sie ist schätzungsweise 246 Millionen Lichtjahre von der Milchstraße entfernt.
Das Objekt wurde am 10. August 1863 von Heinrich d’Arrest entdeckt.